# Ратеж
Ратеж (словен. Ratež) — поселення в общині Ново Место, регіон Південно-Східна Словенія, Словенія.